# Burrito
Burrito este un preparat culinar mexican constând într-o tortilla din grâu umplută cu diverse ingrediente, cum ar fi carne (în general de vită sau pui), brânză, fasole și legume.